# Commugny
Commugny (toponimo francese) è un comune svizzero di 2 824 abitanti del Canton Vaud, nel distretto di Nyon.

## Geografia fisica
Commugny fa parte della regione della Terre-Sainte e, con i suoi 6,51 km², è il più esteso degli otto comuni della regione (25% della superficie totale). L'altitudine varia da 400 a 483 m s.l.m.; la chiesa si trova a un'altitudine di 419 m s.l.m., rappresentativi del centro abitato. Le pendenze sono dolci, ad eccezione di quelle della collina sulla quale sorge la chiesa. Il centro abitato si trova nella parte sudorientale del territorio comunale e ne occupa circa un settimo.

## Storia
Le zone in cui è cominciato lo sviluppo di Commugny sono state le vicinanze della chiesa, della strada per Divonne-les-Bains e Coppet e del castello di Marnex. Con la costruzione dell'autostrada A1, che offre un rapido accesso a Ginevra, dagli anni 1960 Commugny si è sviluppato come comune residenziale.

## Monumenti e luoghi d'interesse

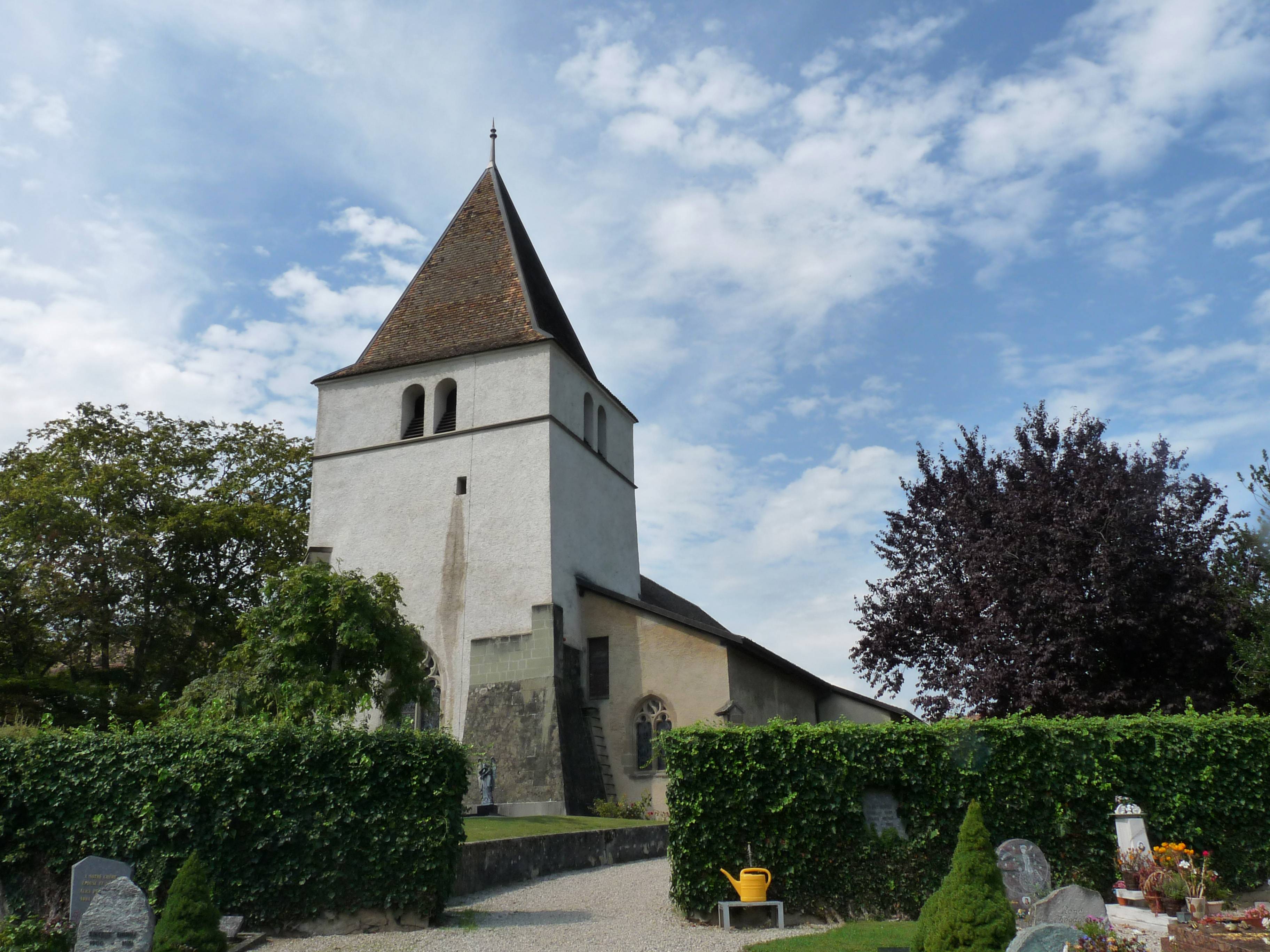
La chiesa di San Cristoforo

- Chiesa riformata di San Cristoforo, eretta nel VI-VII secolo e ricostruita nell'VIII-IX, nell'XI e nel XIV-XVI secolo[1].

## Società

### Evoluzione demografica
L'evoluzione demografica è riportata nella seguente tabella:
Abitanti censiti

## Amministrazione
Ogni famiglia originaria del luogo fa parte del cosiddetto comune patriziale e ha la responsabilità della manutenzione di ogni bene ricadente all'interno dei confini del comune.